# Bubniv, Lokaci
Bubniv (în ucraineană Бубнів) este localitatea de reședință a comunei Bubniv din raionul Lokaci, regiunea Volînia, Ucraina.

## Demografie
Componența lingvistică a localității Bubniv
     Ucraineană (99,82%)
     Alte limbi (0,18%)
Conform recensământului din 2001, majoritatea populației localității Bubniv era vorbitoare de ucraineană (99,82%), existând în minoritate și vorbitori de alte limbi.